# Тьёрнарп
Тьёрнарп (швед. Tjörnarp) — населённый пункт, имеющий статус городского района (tätort) на юге Швеции. Входит в состав коммуны Хёэр лена Сконе.

## География
Тьёрнарп находится недалеко от автомобильной дороги 23, на расстоянии 9,5 км к северо-востоку от административного центра коммуны, города Хёэр.

## Население
Согласно данным переписи 2020 года, в городе проживало 896 человек.
| 1960 | 1965 | 1970 | 1975 | 1980 | 1990 | 1995 | 2000 | 2005 | 2010 | 2015 | 2020 |
| ---- | ---- | ---- | ---- | ---- | ---- | ---- | ---- | ---- | ---- | ---- | ---- |
| 504  | 473  | 486  | 472  | 636  | 699  | 704  | 722  | 742  | 731  | 829  | 896  |

## Достопримечательности
В населённом пункте находится лютеранская церковь, построенная в 1864 году.